# Joseph Odermatt
Joseph Eliseo María Odermatt, rodným jménem Josef Markus Odermatt, je palmarskou církví označován za současného papeže Petra III. Odermatt je následník Ginés Jesús Hernándeze (papeže Řehoře XVIII.), který rezignoval po tom, co ztratil víru a odešel se ženou.